# Nobiellus circumductus
Nobiellus circumductus är en skalbaggsart som beskrevs av Semyon Martynovich Solsky 1876. Nobiellus circumductus ingår i släktet Nobiellus och familjen Aphodiidae. Inga underarter finns listade i Catalogue of Life.